# Шелковица Гиреев
Шелковица Гиреев — ботанический памятник природы в Бахчисарайском районе Крыма. Самая старая шелковица Крыма возрастом более 300 лет. Дерево растёт в кухонном дворике Ханского дворца на территории Бахчисарайского государственного историко-культурного заповедника. Его высота составляет 9 м, на высоте 1,5 м имеет в обхвате 6 м.